# Viridithemis
Genre
Viridithemis  est un genre dans la famille des Libellulidae appartenant au sous-ordre des anisoptères dans l'ordre des odonates. Il ne comprend qu'une seule espèce : Viridithemis viridula.

## Espèce du genre
- Viridithemis viridula Fraser, 1960